# 地轉風
地轉風（Geostrophic wind）是一種科氏力和氣壓梯度力巧妙平衡下產生的一種理論上的風。這個狀況稱為「地轉平衡」。地轉風的方向和等壓線平行。這種平衡在自然界中很少出現。真正的風幾乎總是由地面摩擦力等其他力量產生，與地轉風不同。因此，在自然中要實現地轉風只有無摩擦力和等壓線是完美直線的狀況下。儘管如此，許多熱帶地區以外的大氣在大部分時間仍然相當近似地轉流，並且是寶貴的一次近似。水和空氣中的地轉流是零頻率的慣性波。

## 由來
自然狀況下氣流會因為氣壓梯度力從高氣壓流到低氣壓處。但只要氣流開始流動，科氏力就會使其偏轉。科氏力在北半球會使氣流向右移動，在南半球則向左移動。當氣流從高壓處移動，速度將會增加，科氏力因此對氣流作用造成偏轉。偏轉會增加到科氏力和氣壓梯度力達到地轉平衡為止；在平衡點上氣流不會再從高壓處到低壓處，而是沿等壓線移動（請注意，這些解釋的假設是在大氣層一開始並非地轉平衡狀態，並且描述氣流狀態如何演變成地轉平衡流。實際上氣流總是幾乎平衡的）。地轉平衡有助於解釋為什麼在北半球低氣壓（或稱氣旋）是逆時針旋轉，而高氣壓（或稱為反氣旋）則是順時針轉動。而南半球氣旋和反氣旋的旋轉方向和北半球相反。 

## 地轉流
海水的流動也是有明顯地轉趨向。正如大氣層中許多氣象氣球量測不同高度氣壓以繪製氣壓場和推斷地轉風的方式；測量不同深度的海水密度也可以推斷地轉流。衛星高度計也可以用來量測海面高度異常以計算海洋表面的地轉流。

## 地轉近似的限制
大氣和地表的摩擦力破壞了地轉平衡。摩擦力使氣流速度降低，減弱了科氏力的效果。結果就是氣壓梯度力效果變大，造成更大的偏轉讓空氣持續從高氣壓流往低氣壓。這解釋了為什麼高氣壓系統的風持續從中心向外，而低氣壓系統的風則是螺旋向系統中心。
地轉風要忽略摩擦力的較好近似是在中緯度對流層中段的大尺度天氣瞬間流量。雖然非地轉性氣流規模相對小，在氣流時間變化中仍不可缺少，尤其是在風暴的生成和消散中。準地轉性和半地轉性理論常用在尺度更大的大氣流動模型中。這些理論允許差異的發生，並使天氣系統開始演變。

## 關係式
牛頓第二定律在只有科里奥利力、壓力梯度、重力加速度和作用在一小區域空氣中的摩擦力時可寫成如下形式，粗體字代表向量：
{\displaystyle {D{\boldsymbol {U}} \over Dt}=-{1 \over \rho }\nabla p-2{\boldsymbol {\Omega }}\times {\boldsymbol {U}}+{\boldsymbol {g}}+{\boldsymbol {F}}_{r}}
【其中，U 代表空气的速度向量场，Fr 代表摩擦力，g 代表標準重力（9.81 m.s−2）】
這裡可以將公式擴張到直角座標系，其中 u 分量的方向向東（纬线）代表正向，而 v 分量的方向向北（经线）代表正向，忽略摩擦力和垂直運動。导数式的各个分量为：
{\displaystyle {Du \over Dt}=-{1 \over \rho }{\partial P \over \partial x}+fv+0+0}
{\displaystyle {Dv \over Dt}=-{1 \over \rho }{\partial P \over \partial y}-fu+0+0}
{\displaystyle {Dw \over Dt}=-{1 \over \rho }{\partial P \over \partial z}+0-g+0}
【{\displaystyle f=2\Omega \sin {\phi }} 是科里奧利頻率，約为10−4 s−1，{\displaystyle \phi } 是纬度。这里忽略了科里奥利力的升空分量（z或w方向）】
假設地轉平衡，合力（加速度）为零，系統穩定，則导数式左侧都为0，得：
{\displaystyle fv={1 \over \rho }{\partial P \over \partial x}}
{\displaystyle fu=-{1 \over \rho }{\partial P \over \partial y}}
{\displaystyle -g-{1 \over \rho }{\partial P \over \partial z}=0}
用z或w方向的式子解出 {\displaystyle {1 \over \rho }}，代入其他两方向的式子：
{\displaystyle {\begin{aligned}fv&={\frac {\;-g\;}{\;{\frac {\partial P}{\partial z}}\;}}{\frac {\partial P}{\partial x}}:={\frac {\;-g\;}{\;c\;}}a\\[5px]fu&=-{\frac {\;-g\;}{\;{\frac {\partial P}{\partial z}}\;}}{\frac {\partial P}{\partial y}}:=+{\frac {\;g\;}{\;c\;}}b\end{aligned}}}
z是恒壓表面的高度，“恒压”意味着
{\displaystyle {\rm {d}}P={\partial P \over \partial x}{\rm {d}}x+{\partial P \over \partial y}{\rm {d}}y+{\partial P \over \partial z}{\rm {d}}z:=a{\rm {d}}x+b{\rm {d}}y+c{\rm {d}}z=0}
由此继续化简：
{\displaystyle {\begin{aligned}fv&={\frac {\;-g\;}{\;c\;}}a=+g{\biggl (}{\frac {{\rm {d}}z}{{\rm {d}}x}}{\biggr )}_{{\rm {d}}y=0}\\[5px]fu&=+{\frac {\;g\;}{\;c\;}}b=-g{\biggl (}{\frac {{\rm {d}}z}{{\rm {d}}y}}{\biggr )}_{{\rm {d}}x=0}\end{aligned}}}
地轉風分量的最终結果如下：
{\displaystyle v_{g}={g \over f}{{\rm {d}}z \over {\rm {d}}x}}
{\displaystyle u_{g}=-{g \over f}{{\rm {d}}z \over {\rm {d}}y}}
這種近似的有效性取決於當地的罗斯贝数，一般不用於熱帶地區。因為 f （科里奧利頻率）在赤道是0，近似在数学上无意义。
公式中可能會有其他變數，例如地轉風向量可以在恆壓表面使用重力位高度 Φ 的形式表示：
{\displaystyle {\overrightarrow {V_{g}}}={{\hat {k}} \over f}\times \nabla _{p}\Phi }

## 外部連結
- Geostrophic approximationArchive.today的存檔，存档日期2012-12-11
- Definition of geostrophic wind
- Geostrophic wind description